# Distrikt Pulán
Der Distrikt Pulán liegt in der Provinz Santa Cruz in der Region Cajamarca im Norden Perus. Der Distrikt wurde am 21. April 1950 gegründet. Er besitzt eine Fläche von 159 km². Beim Zensus 2017 wurden 4050 Einwohner gezählt. Im Jahr 1993 lag die Einwohnerzahl bei 5963, im Jahr 2007 bei 4881. Sitz der Distriktverwaltung ist die 2060 m hoch gelegene Ortschaft Pulán mit 510 Einwohnern (Stand 2017). Pulán befindet sich 13 km südlich der Provinzhauptstadt Santa Cruz de Succhabamba.

## Geographische Lage
Der Distrikt Pulán befindet sich in der peruanischen Westkordillere im zentralen Süden der Provinz Santa Cruz. Das Gebiet wird über den Río Cañad, ein linker Nebenfluss des Río Chancay, nach Norden entwässert. Im äußersten Süden des Distrikts befindet sich die Mina La Zanja. Dort werden im Tagebau Golderze und andere Mineralien abgebaut.
Der Distrikt Pulán grenzt im Westen an den Distrikt Catache, im Norden an die Distrikte Santa Cruz, Saucepampa und Yauyucan, im Osten an den Distrikt Tongod (Provinz San Miguel) sowie im Süden an den Distrikt Calquís (ebenfalls in der Provinz San Miguel).

## Ortschaften
Im Distrikt gibt es neben dem Hauptort folgende größere Ortschaften:
- San Juan de Dios